# Ortholepis betulae
Ortholepis betulae là một loài bướm đêm thuộc họ Pyralidae. Nó được tìm thấy ở châu Âu.
Sải cánh dài 24–27 mm. Con trưởng thành bay làm một đợt từ tháng 5 đến tháng 8 .
Sâu bướm ăn các loài bạch dương.